# Felipe Menezes
Pour les articles homonymes, voir Menezes.
Felipe Menezes Jácomo, né le 20 janvier 1988 à Goiânia (Brésil), est un footballeur brésilien, qui évolue au poste de milieu de terrain.

## Palmarès
- Champion du Portugal en 2010
- Vainqueur de la Coupe de la Ligue portugaise en 2010